# Antaqucha (Apurímac)
Antaqucha est un lac au Pérou. Il est situé dans le département d'Apurímac, province d'Andahuaylas, district de San Jerónimo, au sud-ouest de la montagne Puka Wanaku.